# Kanton Echeandía
Der Kanton Echeandía befindet sich in der Provinz Bolívar zentral in Ecuador. Er besitzt eine Fläche von 230 km². Im Jahr 2022 lag die Einwohnerzahl bei rund 14.700. Verwaltungssitz des Kantons ist die Kleinstadt Echeandía mit 6170 Einwohnern (Stand 2010).

## Lage
Der Kanton Echeandía liegt im Westen der Provinz Bolívar. Der Kanton liegt an der Westflanke eines vorandinen Höhenrückens, der in Nord-Süd-Richtung verläuft. Der Río Soloma durchquert das Gebiet in westlicher Richtung. Im Norden reicht der Kanton bis zum Río Oncevi,
einem weiteren Nebenfluss des Río Catarama (Río Zapotal). Die Fernstraße E494 (Ventanas–Guaranda) führt durch den Kanton und an dessen Hauptort vorbei.
Der Kanton Echeandía grenzt im zentralen Süden an den Kanton Caluma, im Südwesten und im Nordwesten an die Kantone Urdaneta und Ventanas der Provinz Los Ríos, im zentralen Norden an den Kanton Las Naves sowie im Osten an den Kanton Guaranda.

## Verwaltungsgliederung
Der Kanton Echeandía ist deckungsgleich mit der gleichnamigen Parroquia urbana („städtisches Kirchspiel“).

## Geschichte
Der Kanton Echeandía wurde im Jahr 1984 eingerichtet. Benannt wurde er nach Manuel Echeandía (1783–1850), einem in Guaranda geborenen Mitstreiter Simón Bolívars.
Entwicklung der Einwohnerzahl im Kanton Echeandía bei landesweiten Volkszählungen zum jeweiligen Gebietsstand:
| Jahr                    | Einwohner | +/-    |
| ----------------------- | --------- | ------ |
| 1990                    | 9.821     | –      |
| 2001                    | 10.951    | 11,5 % |
| 2010                    | 12.114    | 10,6 % |
| 2022                    | 14.654    | 21 %   |
| Datenherkunft: Wikidata |           |        |